# Bajgora
Bajgora (albanska: Bajgora/ë, (serbiska: bajgora,) är en by i Kosovo. Den ligger i kommunen Mitrovica. Enligt den senaste folkräkningen år 2011 fanns det 1 098 invånare.

## Demografi
| Demografi | 2011 |
| --------- | ---- |
| albaner   | 1097 |
| okänt     | 1    |

## Personer
- Bislim Bajgora - krigare
- Mehë Uka - politiker